# Schoenolirion
Schoenolirion é um género botânico pertencente à família Asparagaceae.

## Espécies
- Schoenolirion albiflorum (Raf.) R.R.Gates
- Schoenolirion album Durand	Synonym	H	WCSP
- Schoenolirion bracteosum (S.Watson) Jeps.	Synonym	H	WCSP
- Schoenolirion croceum (Michx.) Alph.Wood
- Schoenolirion elliottii A.Gray	Synonym	H	WCSP
- Schoenolirion michauxii Torr. [Illegitimate]	Synonym	H	WCSP
- Schoenolirion texanum (Scheele) A.Gray	Synonym	H	WCSP
- Schoenolirion wrightii Sherman